# Tungari
Tungari is een geslacht van spinnen uit de familie Barychelidae.

## Soorten
Het geslacht kent de volgende soorten:
- Tungari aurukun Raven, 1994
- Tungari kenwayae Raven, 1994
- Tungari mascordi Raven, 1994
- Tungari monteithi Raven, 1994